# Flower Mound
La ville américaine de Flower Mound est située dans les comtés de Denton et de Tarrant, dans l’État du Texas. Sa population s’élevait à 64 669 habitants lors du recensement de 2010, estimée à 73 547 habitants en 2016.
Flower Mound fait partie de l’agglomération de Dallas-Fort Worth.

## Source
- (en) Cet article est partiellement ou en totalité issu de l’article de Wikipédia en anglais intitulé « Flower Mound, Texas » (voir la liste des auteurs).